# Iris-Hornsbergs trädgårdskoloni

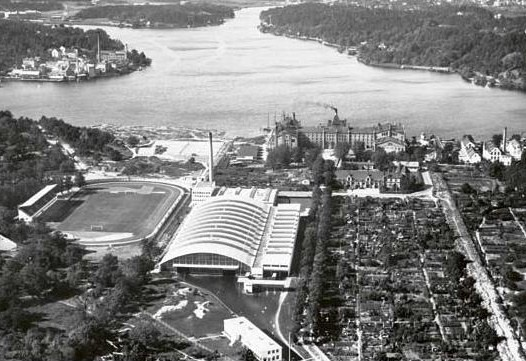
Hornsbergsgaragets första etapp till vänster och "Iris-Hornsberg" till höger, 1932.

Iris-Hornsbergs trädgårdskoloni var en koloniträdgård i Hornsberg på nordvästra Kungsholmen i Stockholm. Kolonin anlades 1909 och revs i början av 1930-talet.

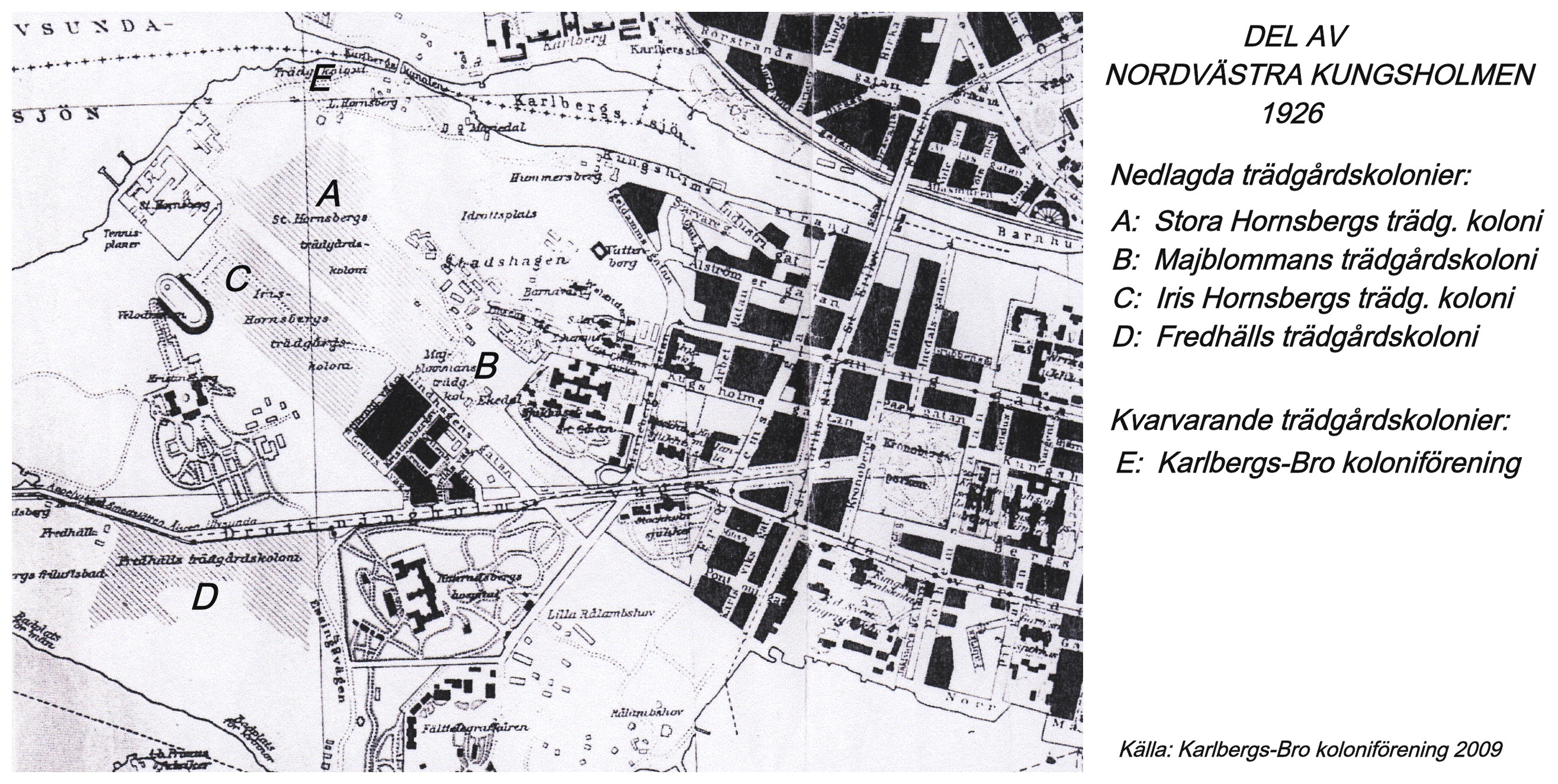
Koloniträdgårdar, nordvästra Kungsholmen 1926.

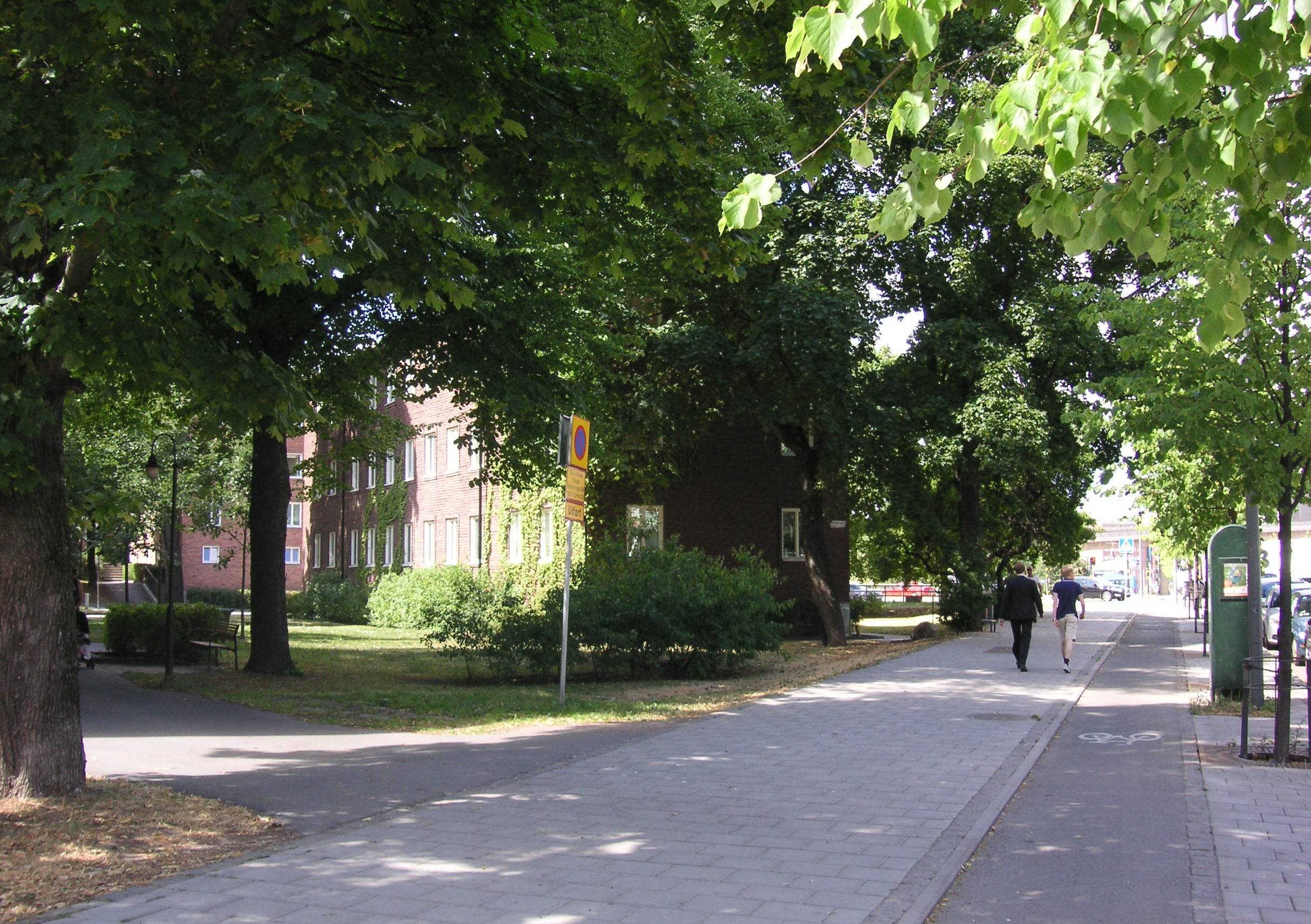
Samma område 2010 (Lindhagensgatan mot nordväst, nära Kristinebergsmotet).

Vid början av 1920-talet fanns det nio koloniområden på Kungsholmen med mer än 900 lotter. Den äldsta var Stadshagen (vid dagens Stadshagens idrottsplats), som kom till 1905 genom Anna Lindhagens initiativ. Kolonin hade cirka 25 lotter och lades ner omkring 1925. Karlbergs-Bro koloniförening vid Karlbergskanalen är numera den enda kvarvarande koloniträdgården på Kungsholmen.
Iris-Hornsberg anlades 1909 söder om Lindhagensgatan tillsammans med Stora Hornsbergs trädgårdskoloni och Majblommans trädgårdskoloni som låg norr om Lindhagensgatan. Tillsammans bildade de ett stort koloniområde med över 500 lotter.
På 1930- och 1940-talen stadsplanerades västra Kungsholmen och markområdena kring Lindhagensgatan avsattes för kontors-, industri- och bostadsändamål. Iris-Hornsberg minskade i takt med utbyggnaden av Hornsberg och hade 1934 fortfarande 128 lotter. 
Där Iris-Hornsberg låg uppfördes 1938 Hornsbergsdepåns norra hallbyggnad, en funktionalistisk skapelse av KFAI:s arkitekt Eskil Sundahl. I södra delen av området planerades och byggdes bostäder under åren 1938-1939 med bland annat Ernst Hawerman som arkitekt och på 1960-talet tillkom Essingeledens trafikplats "Kristinebergsmotet".